# Kværndrup Station
Kværndrup Station er en station på Svendborgbanen, der ligger i Kværndrup på Midtfyn.
Fra stationen udgik der mellem 1894 og 1946 et 2 km langt sidespor til Egeskov Slots avlsbygninger. Ved særlige lejligheder blev sporet benyttet til persontransport, blandt andre af Dronning Alexandrine og Kong Christian 10., når de skulle til slottet.